# Jacques Becken
Jacques Becken was een Frans boogschutter.

## Levensloop
Becken werd meermaals Frans kampioen. Op de Europese kampioenschappen van 1968 behaalde hij zilver.
In 1974 ontving hij de 'Nationale Orde van Verdienste' voor zijn sportieve carrière. Ook is Becken is een van de weinige schutters die de 'FITA-star 1200' ontving, een onderscheiding voor schutters die meer dan 1200 punten scoorden.